# Donghe (socken i Kina, Guangxi)
Donghe (kinesiska: 东和乡, 东和) är en socken i Kina. Den ligger i den autonoma regionen Guangxi, i den södra delen av landet, omkring 240 kilometer nordväst om regionhuvudstaden Nanning.
Genomsnittlig årsnederbörd är 1 609 millimeter. Den regnigaste månaden är juni, med i genomsnitt 346 mm nederbörd, och den torraste är februari, med 25 mm nederbörd.